# Hayashi (cràter)
Hayashi és un cràter d'impacte en el planeta Venus de 43,1 km de diàmetre. Porta el nom de Fumiko Hayashi (1903-1951), escriptora japonesa, i el seu nom va ser aprovat per la Unió Astronòmica Internacional el 1985.